# Valentin le Désossé
Pour les articles homonymes, voir Valentin et Renaudin.
Edme-Étienne-Jules Renaudin, dit Valentin le Désossé, Valentin Montagné ou encore Seigneur Valache (Paris, 26 février 1843 - Sceaux, 4 mars 1907) est un danseur et contorsionniste français.

## Biographie
Fils d'un avocat de Sceaux, il fut d'abord négociant en vins, rue Coquillière dans le 1er arrondissement de Paris. Attiré par la scène, il se produisit au Tivoli-Vauxhall de Paris, avant de devenir maître de ballet au Bal Valentino, au Bal Mabille puis à l'Élysée-Montmartre. Il passa au Bal de la Reine blanche, puis au Moulin-Rouge où il fut le partenaire de la Goulue de 1890 à 1895.
Toulouse-Lautrec l'immortalisa aux côtés de la Goulue. Sa vie inspira une pièce de Claude-André Puget, Valentin le désossé, créée en 1932 au théâtre Michel à Paris, avec pour interprète de son personnage Pierre Fresnay.  La pièce fut diffusée en téléfilm en 1964 (Valentin le désossé de François Gir).
Valentin le Désossé apparaît également comme personnage dans les films Moulin Rouge (1952), French Cancan (Philippe Clay, sous le nom de Casimir le Serpentin, 1955) et Lautrec (1998).
Sa sépulture se trouve au cimetière de Sceaux.